# 矢田次夫
矢田 次夫（やだ つぎお 、1923年〈大正12年〉5月1日 - 2012年〈平成24年〉4月24日）は、日本の海軍軍人及び海上自衛官。海兵72期。第13代海上幕僚長、第13代統合幕僚会議議長。

## 略歴
鳥取県倉吉市出身。旧制鳥取県立倉吉中学校を経て海軍兵学校を卒業。太平洋戦争中は主として潜水艦に乗組み、終戦は太平洋上で当時世界最大の潜水艦「伊四〇一」で迎えた。横須賀に帰港した途端、他の姉妹艦2隻の乗員とともに全員捕虜となった。伊四百型潜水艦を接収するための整備補修を命じられ、終戦後にもかかわらず米軍の監視の下、約40日間収容所生活を送った。その後、復員局に召集され復員輸送に従事し、公職追放となる。
海上自衛隊に入隊後は海幕防衛部長、佐世保地方総監、自衛艦隊司令官などの要職を経て第13代海上幕僚長に就任。その後、第13代統合幕僚会議議長を務めた。

## 年譜
- 1940年（昭和15年）
  - 12月1日：海軍兵学校入校
- 1943年（昭和18年）
  - 9月15日：海軍兵学校卒業（第72期）、海軍少尉候補生[2]、戦艦「伊勢」乗組
  - 11月15日：戦艦「扶桑」乗組[3]
- 1944年（昭和19年）
  - 3月15日：海軍少尉に任官[4]
  - 4月15日：海軍潜水学校附[5]
  - 5月1日：海軍潜水学校普通科学生[6]
  - 8月9日：「伊号第三十七潜水艦」乗組[7]
  - 9月15日：海軍中尉に進級[8]
  - 12月1日：「伊号第四百一潜水艦」艤装員[9]
- 1945年（昭和20年）
  - 1月8日：「伊号第四百一潜水艦」乗組[10]（砲術長）
  - 6月1日：海軍大尉に進級[11]
  - 10月6日：呉鎮守府附[12]
  - 11月1日：「第三十六号海防艦」乗組[13]
  - 11月30日：予備役に編入、充員召集[14]
- 1947年（昭和22年）
  - 1月20日：舞鶴地方復員局舞鶴運航部勤務[15]
  - 11月7日：復員事務官を退官[16]
  - 11月28日：公職追放仮指定[17]
- 1952年（昭和27年）7月：海上警備隊入隊（1等海上警備士）
- 1966年（昭和41年）7月1日：1等海佐に昇任
- 1968年（昭和43年）1月16日：海上幕僚監部防衛部防衛課編成班長
- 1970年（昭和45年）2月16日：第1駆潜隊司令
- 1971年（昭和46年）4月1日：海上幕僚監部防衛部防衛課長
- 1973年（昭和48年）7月1日：海将補に昇任、第4護衛隊群司令
- 1974年（昭和49年）7月1日：統合幕僚会議事務局第5幕僚室長
- 1976年（昭和51年）
  - 3月16日：海上幕僚監部防衛部長
  - 7月1日：海将に昇任
- 1977年（昭和52年）7月1日：第16代 佐世保地方総監に就任
- 1979年（昭和54年）2月1日：第20代 自衛艦隊司令官に就任
- 1980年（昭和55年）2月15日：第13代 海上幕僚長に就任
- 1981年（昭和56年）2月16日：第13代 統合幕僚会議議長に就任
- 1983年（昭和58年）3月16日：退官。退官後は三菱重工業顧問等を務める。
- 1993年（平成05年）11月3日：勲二等瑞宝章受章[18]
- 2012年（平成24年）4月24日：虚血性心不全のため神奈川県海老名市の自宅で死去（享年88）[19]、叙・正四位[20]

## 栄典
- 勲二等瑞宝章 - 1993年（平成5年）11月3日